# Presenza militare sovietica all'estero

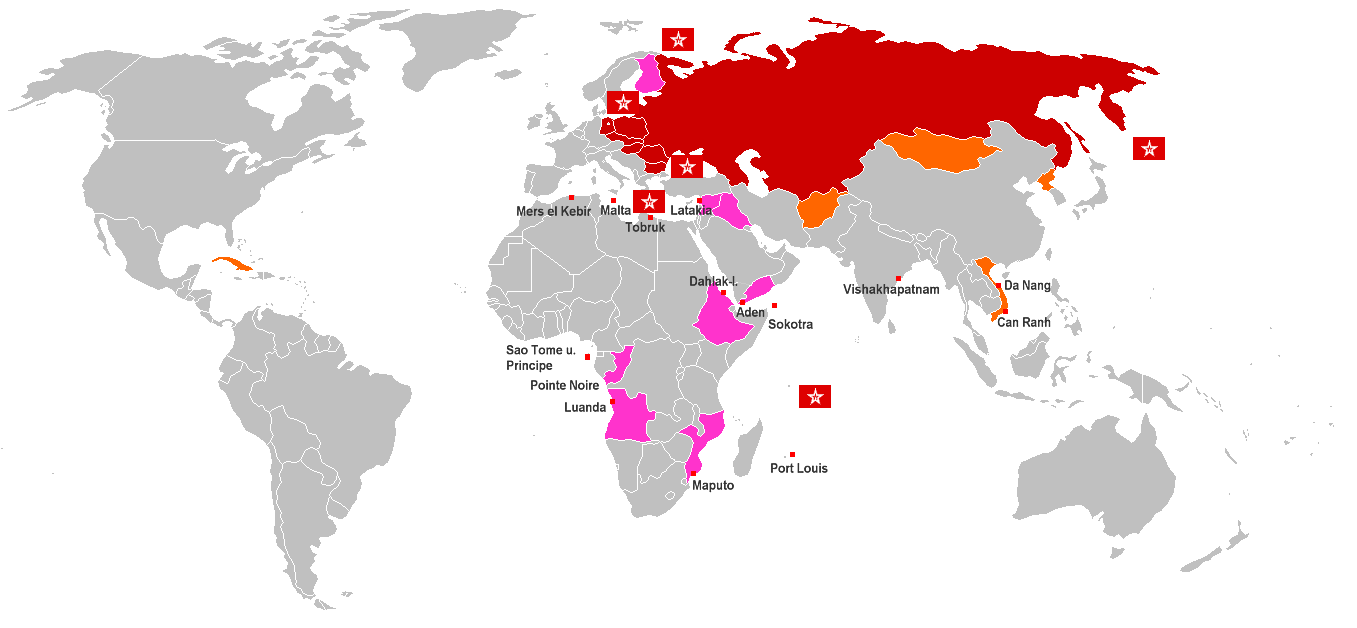
Dispiegamento delle forze sovietiche all'estero a partire dal 1984.

Le forze armate dell'Unione Sovietica all'estero erano un insieme di formazioni operative e strategiche di varia composizione e dimensione, che svolgevano missioni di servizio e di combattimento, in conformità con i trattati e gli accordi internazionali, al di fuori dell'Unione Sovietica: nell'Europa centro-orientale e nei Balcani, nel sud-est asiatico, in Africa, nella penisola arabica e nel Medio Oriente, nei Caraibi e nel Sud America, nonché in alcune isole e drift di ghiaccio simili a isole dell'Oceano Atlantico, Indiano e Pacifico.
La presenza di militari sovietici in alcuni paesi era o permanente (con ufficiali, praporščik, mičman ecc. alloggiati nei campi militari con le loro famiglie, mentre l'istruzione nelle scuole locali era aperto per i figli dei militari sovietici), oppure era svolto come missione. Molto spesso la presenza di piccole formazioni di specialisti militari sovietici (da diverse decine a diverse migliaia di persone) in un determinato paese non veniva resa pubblica o era stata accuratamente nascosta al nemico.

## Storia
Dopo la fine della seconda guerra mondiale, l'Europa venne divisa nel blocco occidentale, sotto l'influenza degli Stati Uniti d'America, e nel blocco orientale, sotto l'influenza dell'Unione Sovietica. Truppe sovietiche furono schierate nella Zona di occupazione sovietica in Germania e in Austria, in Polonia, Ungheria, Romania, Cecoslovacchia e Bulgaria.
Durante la guerra fredda, le due superpotenze stipularono alleanze militari che portarono alla realizzazione di basi militari estere nei territori europei e alleati.
La maggior presenza estera dell'Unione Sovietica era nei Paesi aderenti o associati al Patto di Varsavia, firmato nel 1955 in risposta alla NATO e alla diffusione di armamenti e truppe statunitensi nell'Europa occidentale. Negli anni cinquanta e sessanta, il governo sovietico inviò armamenti e specialisti militari per sostenere i movimenti di liberazione nazionale in Africa e nel Sud-Est Asiatico.
Nel 1962, l'URSS installò a Cuba con il consenso di Fidel Castro una base con missili nucleari a lungo ed intermedio raggio in risposta al posizionamento di missili statunitensi PGM-19 Jupiter in Turchia e in Italia e all'invasione della baia dei Porci,  provocando una forte crisi tra le due superpotenze che si concluse con la rimozione dei missili da parte di entrambi gli schieramenti. Sull'isola rimase tuttavia un contingente di specialisti sovietici e fu creato il centro SIGNIT di Lourdes utilizzato dai servizi segreti sovietici e cubani.
Nel 1966, il governo sovietico stipulò un accordo per stanziare le proprie truppe nella Repubblica Popolare Mongola.

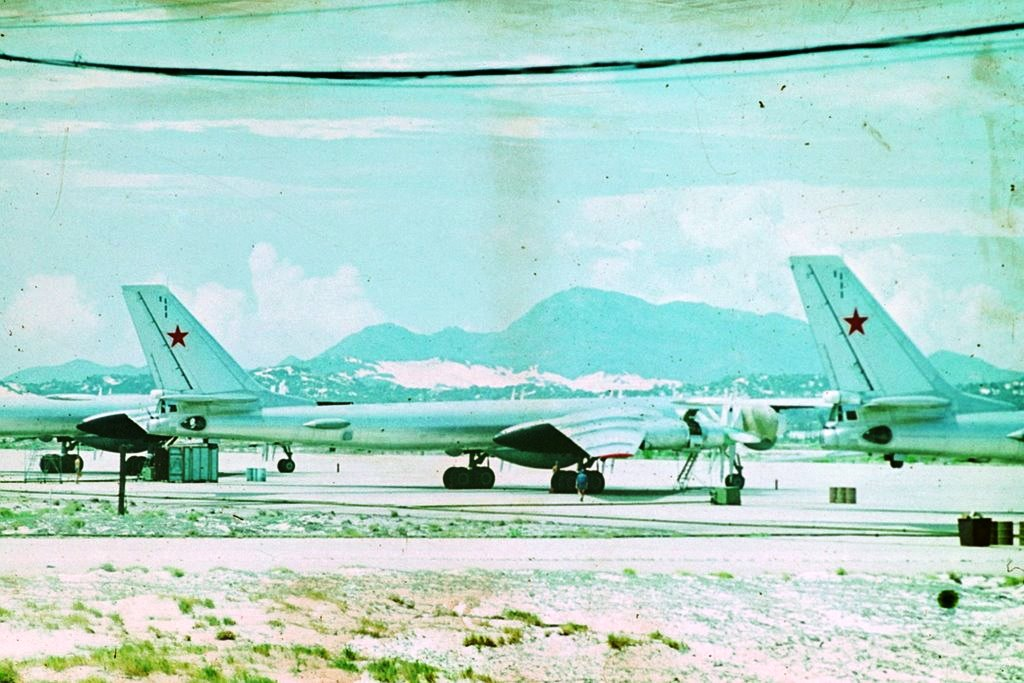
Aerei Tupolev Tu-142 dell'aviazione sovietica nell'aerodromo di Cam Ranh.

Il 1º agosto 1966, presso il Ministero della difesa dell'URSS fu creata la "Direzione della costruzione di oggetti all'estero" (in russo Управления строительства объектов за границей, УСОЗГ?, Upravlenija stroitel’stva ob"ektov za granicej, USOZG) su iniziativa del maggior generale del servizio tecnico ed ingegneristico Aleksej Iščenko. L'area d'interesse dell'USOZG era principalmente l'Africa, dove l'URSS sosteneva le forze indipendentiste tramite forniture e addestramenti sul campo, ma la Direzione contribuì alla realizzazione di infrastrutture civili e militari in più di cinquanta paesi del mondo.
Il 2 maggio 1979, due mesi dopo la fine della guerra sino-vietnamita, l'Unione Sovietica e il Vietnam firmarono un accordo sull'utilizzo della base militare di Cam Ranh come centro logistico per la Marina Sovietica per un periodo di 25 anni. Sulla base della direttiva del quartier generale della flotta del Pacifico del 28 agosto 1980, fu creata la base di Cam Ranh come punto logistico permanente.
Tra il 1979 e il 1988, l'URSS operò una rete di basi militari sul territorio della Repubblica Democratica dell'Afghanistan, nel contesto del conflitto afgano contro i mujaheddin finanziati dagli Stati Uniti.
Dopo il crollo dell'Unione Sovietica, negli anni novanta la Federazione russa ha condotto il ritiro delle truppe nei territori esteri, continuando però a mantenere basi strategiche in Africa e in Asia.

## Contingenti dell'esercito

Simbolo delle forze armate sovietiche.

### Europa
- Gruppo di Forze del Nord (in russo Северная группа войск, СГВ?, Severnaja gruppa vojsk, SGV) - sul territorio della Repubblica Popolare Polacca dal 1945 al 1991;
- Gruppo di Forze del Centro (in russo Центральная группа войск, ЦВГ?, Central'naja gruppa vojsk, CGV) - dal 1945 al 1955 sul territorio di Austria, Ungheria e Cecoslovacchia, e solo in Cecoslovacchia dal 1968 al 1991;
- Gruppo di forze sovietiche in Germania (in russo Группа советских войск в Германии, ГСВГ?, Gruppa sovetskich vojsk v Germanii, GSVG) - sul territorio della Repubblica Democratica Tedesca dal 1945 al 1994;
- Gruppo di Forze del Sud (in russo Южная группа войск, ЮГВ?, Južnaja gruppa vojsk, JGV) - sul territorio della Bulgaria e della Romania dal 1945 al 1947, in Ungheria dal 1956 al 1991;
- Corpus speciale (in russo Особый корпус?, Osobyj korpus) - stanziato sul territorio dell'Ungheria nel 1955-1956, integrato successivamente nello JGV;
- Esercito meccanizzato separato (in russo Отдельная механизированная армия, ОМА?, Otdel’naja mechanizirovannaja armija, OMA) - chiamato anche il 1º esercito separato, era dislocato sul territorio della Romania tra il 1947 e il 1958.

### Asia
- Truppe sovietiche in Mongolia (in russo Советские войска в Монголии?, Sovetskie vojska v Mongolii) - sul territorio della Repubblica Popolare Mongola e sotto il comando operativo del Distretto militare Trans-Bajkal;
- Contingente limitato di truppe sovietiche in Afghanistan (in russo Ограниченный контингент советских войск в Афганистане, ОКСВА?, Ograničennyj kontingent sovetskich vojsk v Afganistane, OKSVA) - dislocato sul territorio della Repubblica Democratica dell'Afghanistan dal 1979 al 1989 e sotto il comando operativo del Distretto militare del Turkestan;
- 39ª Armata sovietica in Cina (in russo 39-я армия в Китае?, 39-ja armija v Kitae) - stanziato nelle regioni di Port Arthur (oggi Lüshunkou) e Port Dalian tra il 1945 e il 1953;

### America
- Gruppo di specialisti di guerra sovietici a Cuba (in russo Группа советских военных специалистов на Кубе?, Gruppa sovetskich voennych specialistov na Kube) - stanziato a Cuba con l'operazione Anadyr' del 1962 e ritirato nel 2002.

## Basi della Marina militare sovietica

Insegna navale della Marina militare sovietica, usata dal 1950 al 1991.

Nel mondo, la marina militare sovietica era presente attraverso i "Punti logistici" (in russo пункт материально-технического обеспечения, ПМТО?, punkt material’no-techničeskogo obespečenija, PMTO), aree di cinquanta o più chilometri quadrati e progettati per ospitare diverse migliaia di soldati. Le basi erano dotate di un'infrastruttura sviluppata con posti barca, un molo, un deposito di carburante ed un arsenale, inoltre era obbligatoria la presenza di mezzi di trasporto terrestri e attrezzature speciali. Il sistema di sicurezza di una PMTO comprendeva imbarcazioni e navi da pattuglia, un perimetro fortificato e personale di fanteria marina con armi pesanti e mezzi blindati. Il punto logistico poteva avere un campo d'aviazione con caccia intercettori, aerei antisommergibili, da ricognizione e da trasporto.

### Europa
- Albania - Valona (1955 — 1962)[12]
- Polonia - Świnoujście (1945 — 1991)
- Germania Est - Rostock (1949 — 1990)[12]
- Finlandia - Hanko (1940 — 1941) e Porkkala (1944 — 1956)[12]
- Jugoslavia - Spalato e Teodo, accesso limitato ai cantieri navali.[8][13]

### Asia
- Cina - Port Arthur (1945 — 1955)
- Vietnam - Base militare di Cam Ranh (1979 — 2001)[7][12]
- Siria - Base navale di Tartus (1971— 2025), Laodicea[8][12]
- Yemen del Sud - Arcipelago di Socotra (1972— in uso), al-Hudayda[12]
- Indonesia - Surabaya (1962 — ?)[2][12]

### America
- Cuba - Cienfuegos ed El Gabriel (dal 1962)[8][12]

### Africa
- Somalia - Berbera (1964 — 1978)[12]
- Repubblica Popolare Democratica d'Etiopia - Nocra (1977 — 1991)[12]
- Egitto - Porto Said (1967—1972), Alessandria d'Egitto e Marsa Matruh[8][12]
- Tunisia - Sfax, Biserta[12]
- Libia - Tripoli (1977 — 2011), Tobruch[12]
- Guinea - Conakry[8][12]
- Angola - Luanda[8]
- Seychelles - Victoria (1984 — 1990)[12]

### Aviazione navale dell'URSS
- Egitto - Aerodromi di Il Cairo, Assuan e Marsa Matruh[14]
- Repubblica Popolare Democratica d'Etiopia - Aerodromo di Asmara
- Somalia - Hargeisa
- Yemen del Sud - Aerodromi di Aden e El Anad
- Cuba - Aerodromo di L'Avana
- Guinea - Conakri
- Angola - Aerodromo di Luanda
- Vietnam - Base militare di Cam Ranh,[7][12] Đà Nẵng